# 2015 BP519
2015 BP519, apodado Caju, es un objeto transneptuniano. Fue observado por primera vez el 27 de noviembre de 2014 por el Dark Energy Survey desde Observatorio Interamericano de Cerro Tololo en La Serena, Chile.

## Características
Se caracteriza por presentar una gran excentricidad de 0,92 y una alta inclinación orbital de 54º. Su semieje mayor cercano a las 450 unidades astronómicas (ua) y un perihelio de 35 ua hacen de este cuerpo un Objeto Transneptuniano Extremo o ETNO. Este conjunto de cuerpos presentan características orbitales comunes que han llevado a la formulación de la hipótesis del Planeta Nueve, un objeto de unas 10 masas terrestres y a una distancia de 200 ua que explicaría y mantendría estables las órbitas de estos objetos transneptunianos, siendo 2015 BP519 el más extremo de ese conjunto.